# Dororo
Dororo (jap. どろろ) – shōnen-manga autorstwa Osamu Tezuki, opublikowana w latach 1967–1969.
Na podstawie mangi powstały dwie adaptacje w formie anime. Pierwsza z ich, czarno-biała, została wyemitowana w 1969 roku. Druga z nich została wyprodukowana przez studio MAPPA i Tezuka Productions i wyemitowana w 2019 roku. Ponadto powstał także film live action, oraz przedstawienie teatralne. Od 2018 roku powstaje remake mangi.
W Polsce remake mangi pod tytułem Dororo i Hyakkimaru (jap. どろろと百鬼丸伝 Dororo to Hyakkimaru-den) jest wydawany przez Waneko.

## Fabuła
Rōnin o imieniu Hyakkimaru (jap. 百鬼丸) i młoda sierota Dororo (jap. どろろ) przemierzają Japonię okresu Sengoku w poszukiwaniu demonów, które są w posiadaniu organów i kończyn Hyakkimaru.

## Bohaterowie
Hyakkimaru (jap. 百鬼丸)
Seiyū: Nachi Nozawa (1969) ; Seiyū: Hiroki Suzuki (2019) 
Dororo (jap. どろろ)
Seiyū: Minori Matsushima (1969) ; Seiyū: Rio Suzuki (2019) 
Kagemitsu Daigo (jap. 醍醐景光 Daigo Kagemitsu)
Seiyū: Gorō Naya (1969) ; Seiyū: Naoya Uchida (2019) 
Tahōmaru Daigo (jap. 醍醐多宝丸 Daigo Tahōmaru)
Seiyū: Shūsei Nakamura (1969) ; Seiyū: Shōya Chiba (2019) 
Jukai (jap. 寿海)
Seiyū: Akio Ōtsuka (2019) 
Biwahōshi (jap. 琵琶法師)
Seiyū: Junpei Takiguchi (1969) ; Seiyū: Mutsumi Sasaki (2019) 
Nuinokata (jap. 縫の方)
Seiyū: Haruko Kitahama (1969) ; :Seiyū: Chie Nakamura (2019) 

## Manga
Manga początkowo ukazywała się w czasopiśmie „Shūkan Shōnen Sunday” od 27 sierpnia 1967 do 22 lipca 1968, kiedy to wydawanie mangi zostało anulowane, i w konsekwencji przeniesione do czasopisma „Bōken'ō” wydawnictwa Akita Shoten, gdzie kolejne rozdziały ukazywały się od maja do października 1969, kiedy to manga została ukończona. Następnie wydawnictwo Akita Shoten wydało tę mangę w czterech tankōbonach w latach 1971–1972.
| Nr | Data wydania (język japoński) | ISBN (język japoński)  |
| -- | ----------------------------- | ---------------------- |
| 1  | 12 sierpnia 1971              | ISBN 978-4-253-06257-2 |
| 2  | 15 października 1971          | ISBN 978-4-253-06258-9 |
| 3  | 15 grudnia 1971               | ISBN 978-4-253-06259-6 |
| 4  | 20 maja 1972                  | ISBN 978-4-253-06260-2 |

Mangę tę wydało w 1981 roku również wydawnictwo Kōdansha.
Akita Shoten wydało tę mangę ponownie w 1990 roku, tym razem w 3 tomach, a w 1994 roku wydało trzytomową wersję w formacie bunkobon.
W 2009 roku Kōdansha ponownie wydała mangę, tym razem w dwóch tomach.

### Remake
W sierpniu 2018 roku, w październikowym numerze czasopisma „Gekkan Champion RED” wydawnictwa Akita Shoten ogłoszono, że powstanie remake mangi. Ilustracje w oparciu o oryginał tworzy Satoshi Shiki. Remake został zatytułowany Dororo i Hyakkimaru (jap. どろろと百鬼丸伝 Dororo to Hyakkimaru-den), a kolejne rozdziały ukazują się od 19 października 2018 roku w „Gekkan Champion RED”. W maju 2021 podano do wiadomości, że manga weszła w swoją finałową fazę. 
W Polsce licencję na wydanie mangi zakupiło wydawnictwo Waneko.
| Nr | Język japoński       | Język japoński         | Język polski      | Język polski           |
| Nr | Data wydania         | ISBN                   | Data wydania      | ISBN                   |
| -- | -------------------- | ---------------------- | ----------------- | ---------------------- |
| 1  | 19 kwietnia 2019     | ISBN 978-4-253-23693-5 | 28 listopada 2019 | ISBN 978-83-8096-771-7 |
| 2  | 20 września 2019     | ISBN 978-4-253-23694-2 | 28 lutego 2020    | ISBN 978-83-8096-772-4 |
| 3  | 19 marca 2020        | ISBN 978-4-253-23695-9 | 21 lipca 2020     | ISBN 978-83-8096-773-1 |
| 4  | 18 grudnia 2020      | ISBN 978-4-253-23696-6 | 13 maja 2021      | ISBN 978-83-8096-774-8 |
| 5  | 19 lipca 2021        | ISBN 978-4-253-23697-3 | 7 lutego 2022     | ISBN 978-83-8096-775-5 |
| 6  | 18 lutego 2022       | ISBN 978-4-253-23698-0 | 28 września 2022  | ISBN 978-83-8242-341-9 |
| 7  | 20 września 2022     | ISBN 978-4-253-23699-7 | 20 marca 2023     | ISBN 978-83-8242-477-5 |
| 8  | 20 kwietnia 2023     | ISBN 978-4-253-23700-0 | 29 lutego 2024    | ISBN 978-83-8242-478-2 |
| 9  | 19 października 2023 | ISBN 978-4-253-23704-8 | 28 czerwca 2024   | ISBN 978-83-8242-479-9 |
| 10 | 19 czerwca 2024      | ISBN 978-4-253-23708-6 | —                 |                        |

## Anime

### Adaptacja z 1969 roku
Na podstawie mangi powstała czarno-biała seria anime, za którego produkcję odpowiedzialne były firmy Mushi Production oraz Fuji Television Network Corporation. Producentem serii był Tatsuo Shibayama, reżyserem Gizaburo Sugii, a za muzykę odpowiedzialny był Tomita Isao. Seria składa się z 26 odcinków. Kolejne odcinki emitowane były na kanale Fuji TV od 6 kwietnia 1969 do 28 września 1969 roku. Czołówką serii jest utwór „Dororo no uta” (jap. どろろのうた). Jej tekst napisał Suzuki Yoshitake, muzykę Tomita Isao, a śpiewa ją Fujita Toshiko. Seria początkowo nazywała się Dororo (jap. どろろ), lecz w trakcie emisji jej nazwa została zmieniona na Dororo to Hyakkimaru (jap. どろろと百鬼丸). Ponadto, odcinki 14-15, 18-20, 23 i 25 nie stanowią adaptacji mangi, przedstawiając całkowicie oryginalną opowieść.

### Adaptacja z 2019 roku
W marcu 2018 roku ogłoszono powstawanie nowej adaptacji mangi, która miałaby powstać we współpracy studia MAPPA oraz Tezuka Productions. Seria składa się z 24 odcinków.
Seria powstała we współpracy studia MAPPA oraz Tezuka Productions na podstawie projektów Twin Engine. Reżyserem serii został Kazuhiro Furuhashi, Yasuko Kobayashi był odpowiedzialny za scenariusze, Satoshi Iwataki przygotował projekty postaci, a muzykę skomponował Yoshihiro Ike. Amazon wykupił prawo do emisji internetowej na wyłączność zarówno na terenie Japonii jak i poza nią. Seria emitowana była w serwisie Amazon Prime Video od 7 stycznia 2019 roku. Ponadto seria emitowana była także na kanałach Tokyo MX, BS11 i Jidaieki Senmon Channel.

#### Muzyka
| Odcinki        | Tytuł                                  | Wykonawca                | Źródło   |          |          |
| Czołówka       | Czołówka                               | Czołówka                 | Czołówka | Czołówka | Czołówka |
| -------------- | -------------------------------------- | ------------------------ | -------- | -------- | -------- |
| 1–12           | „Kaen” (jap. 火炎)                     | Ziyoou-vachi (Queen Bee) | [ 4 ]    |          |          |
| 13–24          | „Dororo” (jap. どろろ)                 | Asian Kung-Fu Generation | [ 44 ]   |          |          |
| Napisy końcowe |                                        |                          |          |          |          |
| 1–12           | „Sayonara Gokko” (jap. さよならごっこ) | Amazarashi               | [ 45 ]   |          |          |
| 13–24          | „Yamiyo” (jap. 闇夜)                   | Eve                      | [ 44 ]   |          |          |